# Street Fighter: The Movie (jeu vidéo)
Cet article concerne le jeu vidéo appelé Street Fighter: The Movie. Pour le film Street Fighter, voir Street Fighter. Pour les autres significations, voir Street Fighter.
Pour le jeu vidéo du même nom sorti en arcade, voir Street Fighter: The Movie.
Street Fighter: The Movie est un jeu vidéo combat développé par Capcom  et édité en août 1995 par Capcom au japon et Acclaim dans le reste du monde. Le jeu est sorti sur PlayStation et Saturn. Il est basé sur le film Street Fighter, lui-même basé sur la série de jeux vidéo Street Fighter.

## Description
Comme son homologue en arcade, ce jeu utilise des personnages constitués par des images digitalisées des acteurs du film.
Ce jeu n'est pas un portage de la version arcade, bien qu'utilisant une technique similaire. Alors que la version arcade est développée sur Incredible Technologies 32-bit par Capcom en collaboration avec Incredible Technologies, la version console est seulement réalisée par Capcom sur le moteur de Super Street Fighter II Turbo (ce n'est pas le cas pour la version arcade).

## Système de jeu
Le système de jeu est similaire à celui de Super Street Fighter II Turbo.

## Personnages
- Guile
- Ryu
- Ken
- Captain Sawada (remplace Fei Long)
- Blanka
- Sagat
- Zangief
- E. Honda
- Vega
- Chun-Li
- Sagat
- M. Bison
- Dee Jay
- Cammy
- Balrog
- Akuma (personnage caché)